# تصوير كالسيوم الشرايين التاجية الطبقي المبرمج
تصوير كالسيوم الشرايين التاجية الطبقي المبرمج (أو تصوير الكالسيوم في الشرايين التاجية باستخدام الأشعة المقطعية المحوسبة) هو تصوير مقطعي محوسب للقلب لتقييم شدة مرض القلب التاجي. على وجه التحديد، يبحث هذا الفحص عن رواسب الكالسيوم في الشرايين التاجية التي قد تضيّق هذه الشرايين وتزيد خطر الإصابة بالنوبة القلبية. يمكن تقييم هذا الخطر عن طريق حرز أغاتستون أو حرز كالسيوم الشريان التاجي. حرز كالسيوم الشريان التاجي هو مؤشر منفصل يدل على مدى خطر الإصابة بالحوادث القلبية، والوفيات القلبية، والوفيات الناتجة عن جميع الأسباب. علاوة على ذلك، فإنه يوفر معلومات إنذارية إضافية لخطر الأمراض القلبية الوعائية الأخرى. يُجرى تصوير كالسيوم الشرايين التاجية الطبقي المبرمج النموذجي دون استخدام المادة المظللة، لكن من الممكن أيضًا تحسين جودة صوره باستخدامها، كما هو الحال في تصوير الشرايين التاجية الطبقي المبرمج.

## الاستطبابات
تشمل الاستطبابات المعتمدة لاستخدام حرز كالسيوم الشريان التاجي تصنيفَ مستويات الخطر القلبي الوعائي العالمي للمرضى غير العرضيين: مستوى خطر متوسط بالاستناد إلى حرز فرامنغهام للخطورة (الفئة الأولى I)؛ ومستوى خطر منخفض بالاستناد إلى وجود تاريخ عائلي لمرض القلب التاجي المبكر (الفئة الثانية أ IIa)؛ والمرضى منخفضي الخطورة الذين يعانون الداء السكري (الفئة الثانية أ IIa).
عند المرضى العرضيين، يجب دائمًا أخذ احتمالية وجود المرض قبل الفحص بعين الاعتبار عند تفسير حرز كالسيوم الشريان التاجي بصفتها مرشِّحًا أو أداةً لاختيار أفضل طريقة لتسهيل التشخيص. لذلك، فإن استخدام حرز كالسيوم الشريان التاجي بمفرده محدود عند المرضى العرضيين.
عند مرضى السكري، يساعد حرز كالسيوم الشريان التاجي في تحديد الأفراد الأكثر عرضة للخطر، والذين قد يستفيدون من التحري عن نقص التروية الصامت ومن العلاج السريري الأكثر عدوانيةً.
ومع ذلك، يتفوق تصوير الشرايين التاجية الطبقي المبرمج (سي تي إيه) على تصوير كالسيوم الشرايين التاجية الطبقي المبرمج في تحديده خطر الحوادث القلبية الضائرة الرئيسية.
هناك إمكانية لقياس كالسيوم الشريان التاجي على الصور الشعاعية للصدر المأخوذة لاستطبابات أخرى، ما قد يتيح بعض المسح الأولي لمرض القلب التاجي دون المزيد من التعرض للإشعاع وبأقل تكلفة حدية.

## حرز أغاتستون
حرز أغاتستون أو مقياس أغاتستون هو مقياس للكالسيوم في تصوير كالسيوم الشرايين التاجية الطبقي المبرمج، وقد سُمي بهذا الاسم نسبة إلى مطوره آرثر أغاتستون. استند العمل الأصلي إلى التصوير المقطعي المحوسب بالحزم الإلكترونية (المعروف أيضًا باسم التصوير المقطعي المحوسب فائق السرعة أو التصوير المقطعي المحوسب بالحزم الإلكترونية فائق السرعة). تُحسَب النتيجة باستخدام قيمة تقريبية تُسنَد إلى أعلى كثافة للتكلس في شريان تاجي محدد. تُقاس الكثافة بوحدات هاونسفيلد، إذ تُعطى درجة واحدة للكثافة بين 130-199 وحدة هاونسفيلد، ودرجتان للكثافة بين 200-299 وحدة هاونسفيلد، و3 درجات للكثافة بين 300-399 وحدة هاونسفيلد، و4 درجات للكثافة 400 وحدة هاونسفيلد أو أكثر. ثم تُضرَب هذه النتيجة المرجحة في مساحة منطقة التكلس التاجي (تُقاس بالمليمتر المربع). على سبيل المثال، تبلغ مساحة «بقعة» تكلس تاجي في الشريان الأمامي النازل الأيسر 4 مليمترات مربعة، وتبلغ ذروة كثافتها 270 وحدة هاونسفيلد؛ النتيجة هي 8 (4 ملم2 × درجة تقريبية مقدارها 2). تبلغ سماكة شرائح التصوير المقطعي للقلب 3 مليمترات وبمتوسط 50-60 شريحة تقريبًا من فوهات الشريان التاجي وصولًا إلى الجدار السفلي للقلب. تُجمَع درجات الكالسيوم لكل تكلس في كل شريان تاجي لجميع الشرائح المقطعية المأخوذة لإعطاء درجة الكالسيوم الكلية في الشريان التاجي (حرز كالسيوم الشريان التاجي).
هناك العديد من التباينات في حساب حرز أغاتستون، بما في ذلك حساب حرز الكالسيوم على أساس الكتلة، أو على أساس الحجم، أو حسب الإصابة.

## حرز الكالسيوم الخاص بالآفة
طُور حرز الكالسيوم الخاص بالآفة. تُميز كل آفة متكلسة على حدة وتُقاس باستخدام معايير تتضمن العرض والطول والكثافة والمسافة بدءًا من مدخل الشرايين التاجية الرئيسية. أظهر بحث تفوق طريقة حرز الكالسيوم الخاص بالآفة على حرز أغاتستون التقليدي بتوقعه الانسدادات الكبيرة في القلب. وقد قُدّم طلب براءة اختراع لحماية هذه الطريقة.